# Rafinosa
La rafinosa es un glúcido trisacárido compuesto por glucosa, fructosa y galactosa. Se encuentra, principalmente, en las leguminosas: soya, frijoles, garbanzos, cacahuates, chícharos, alubias, etc. También, se ha identificado en algunos cereales, pero, en estos, el contenido de rafinosa siempre está en segundo término, después de la sacarosa.
Es hidrolizable con la α- galactosidasa, enzima ausente en el tracto digestivo humano, que sólo posee β-galactosidasa (con ella podemos romper el enlace de la galactosa presente en la lactosa). La sacarosa forma la unidad base de la rafinosa, unida a una molécula de galactosa.
Al unírsele una, dos o tres moléculas del mismo azúcar forma los siguientes oligosacáridos: estaquiosa, verbascosa y ajucosa (respectivamente).
Estos hidratos de carbono se caracterizan por ser productores de gases intestinales en el ser humano; es decir, su consumo causa flatulencia, debido a que el tracto no sintetiza la α- galactosidasa, enzima que actúa sobre estos oligosacáridos.
Toda vez que estos carbohidratos no son digestibles a nivel del estómago ni del intestino delgado, no son hidrolizados durante el metabolismo normal de los alimentos; de esta forma llegan al íleon y al colon (intestino grueso), en donde la flora intestinal normal los descompone en sus correspondientes monosacáridos, los que a su vez son fermentados anaeróbicamente para generar anhídrido carbónico, hidrógeno, ácidos de cadena corta, otros compuestos y algo de metano. El proceso fermentativo de este azúcar no tiene relación con bacterias aeróbicas, como Escherichia coli, que se encuentran en gran concentración en el intestino.
La formación de gases irrita las paredes intestinales, excita la mucosa y aumenta los movimientos peristálticos, originando en algunos casos la imperiosa necesidad de evacuar el intestino.
Cabe indicar que no sólo este oligosacárido es responsable de la producción de gases. Se ha encontrado que ciertas pentosanas hidrolizables en ácido también ocasionan flatulencia, al igual que los componentes fibrosos de la pared celular de algunas leguminosas.
La presencia de este oligosacárido en el procesado de la caña puede reducir el rendimiento del proceso e inhibir la cristalización del azúcar.